# Ulrich Papke
Ulrich Papke (* 4. März 1962 in Neuruppin) ist ein ehemaliger deutscher Kanute.
Ulrich Papke verbrachte seine Kindheit in Potsdam und besuchte dort bis zu seinem Wechsel auf die Sportschule Potsdam „Friedrich Ludwig Jahn“ die Heinrich-von-Kleist-Schule, ehemals POS 15. Sein Vater war der Theater- und Filmschauspieler Horst Papke, welcher langjährig am Hans Otto Theater in Potsdam tätig war und 1990 im Alter von 60 Jahren starb.

## Sportlerlaufbahn
Ulrich Papke, der dem ASK Vorwärts Potsdam angehörte, wurde 1981 Weltmeister im Einer-Canadier. Aufgrund sehr starker Konkurrenz in der eigenen Mannschaft wechselte er zu Ingo Spelly in den Zweier-Canadier. 1986 konnten beide bei der Weltmeisterschaft Bronze im Zweier gewinnen. Zwei Jahre später siegten sie im Zweier bei den DDR-Meisterschaften, sie wurden anschließend Dritte über 1000 m, 1987 über 500 m, bei der WM. Für die Olympischen Spiele 1988 in Seoul wurde Papke nicht nominiert. Bei den Spielen vier Jahre danach in Barcelona bildete er wieder zusammen mit Spelly ein Team. Über 1000 m gewann das Duo Gold, über 500 m Silber.
Für den Medaillengewinn bei den Olympischen Spielen 1992 erhielt er am 23. Juni 1993 das Silberne Lorbeerblatt.
Für ihre Leistungen wurden die Athleten der Olympischen Spiele selben Jahr mit dem Bambi ausgezeichnet. 1995 wurden Papke letztmals Deutscher Meister über 1000 m und beendete dann seine Sportlerkarriere.
1984 wurde er in der DDR mit dem Vaterländischen Verdienstorden in Silber ausgezeichnet.

### Erfolge

#### DDR-Meisterschaften
- 1982 Platz 2, Herren 500 m C I Papke (ASK Vorwärts Potsdam)
- 1985 Platz 2, Herren 500 m C I Papke (ASK Vorwärts Potsdam)
- 1985 DDR-Meister, Herren 500 m C II, Papke/Madeja (ASK Vorwärts Potsdam)
- 1986 Platz 2, Herren 500 m C II, Papke/Spelly (ASK Vorwärts Potsdam)
- 1987 Platz 2, Herren 500 m C II, Papke/Spelly (ASK Vorwärts Potsdam)
- 1989 Platz 3, Herren 500 m C I Papke (ASK Vorwärts Potsdam)
- 1989 DDR-Meister, Herren 500 m C II, Montag/Papke (SC Berlin-Grünau/ASK Vorwärts Potsdam)

#### Weltmeisterschaften
- 1981 in Nottingham Gold, C1, 1000 m, Papke
- 1983 in Tampere Silber, C1, 500 m, Papke
- 1985 in Mechelen Bronze, C2, 500 m, Madeja/Papke
- 1986 in Montreal Bronze, C2, 500 m Papke/Spelly
- 1990 in Posen Gold, C2, 1000 m, und Silber, C2, 500 m, Papke/Spelly
- 1991 in Paris Silber C4, 1000 m
- 1993 in Kopenhagen Bronze, C2, 1000 m
- 1995 in Duisburg Bronze, C4, 1000 m

#### Olympische Sommerspiele
- 1992 in Barcelona Gold, C2 Herren, 1.000 m und Silber, C2 Herren, 500 m Papke/Spelly

#### Schriftstellerische Tätigkeit
Ulrich Papke, der in Norwegen lebt, hat 2021 sein erstes Buch „Apfelgold“ veröffentlicht.